# PHOENIX 宝塚!!
『PHOENIX 宝塚!! -蘇る愛-』は、宝塚歌劇団のショー作品。形式名は「グランド・ショー」。作・演出は藤井大介。

## 概要
この作品は宝塚歌劇団創立100周年の最後を飾り、この公演で退団する宙組トップスター・凰稀かなめの魅力を発揮させ、100年の節目を迎え、新たな時代に向けて「PHOENIX」（不死鳥）と名付けたショーである。

## 公演期間
- 2014年11月7日 - 12月15日、宝塚大劇場
- 2015年1月2日 - 2月15日、東京宝塚劇場

## 出演
- 凰稀かなめ
- 実咲凜音
- 朝夏まなと
- 緒月遠麻
- 七海ひろき

他、宝塚歌劇団宙組

## スタッフ
- 作・演出：藤井大介